# Ходжентский уезд
Ходжентский уе́зд — административно-территориальная единица в составе Самаркандской области Российской империи.
Уездный центр — город Ходжент.

## Административно-территориальное деление
Ходжентский уезд состоял из следующих волостей: 
1. Ирджарская
2. Саватская,
3. Уральская,
4. Унджинская,
5. Ура-тюбинская,
6. Ганчинская
7. Науская
8. Гулякандозская,
9. Костакозская,
10. Чапкулукская,
11. Шахристанская,
12. Дальянская,
13. Бакса-себергенская,
14. Исфанейская,
15. Матчинская,